# العلاقات الأرمينية الأندورية
العلاقات الأرمينية الأندورية هي العلاقات الثنائية التي تجمع بين أرمينيا وأندورا.

## مقارنة بين البلدين
هذه مقارنة عامة ومرجعية للدولتين:
| وجه المقارنة                                              | أرمينيا                    | أندورا                                                     |
| --------------------------------------------------------- | -------------------------- | ---------------------------------------------------------- |
| المساحة (كم2)                                             | 29.74 ألف                  | 468                                                        |
| عدد السكان (نسمة)                                         | 2.93 مليون                 | 76.18 ألف                                                  |
| الكثافة السكانية (ن./كم²)                                 | 98.52                      | 16.28 ألف                                                  |
| العاصمة                                                   | يريفان                     | أندورا لا فيلا                                             |
| اللغة الرسمية                                             | لغة أرمنية                 | اللغة الكتالونية                                           |
| العملة                                                    | درام أرميني                | يورو                                                       |
| الناتج المحلي الإجمالي (بليون دولار)                      | 11.54 مليار                | 3.01 مليار                                                 |
| الناتج المحلي الإجمالي (تعادل القوة الشرائية) بليون دولار | 25.41 مليار                |                                                            |
| الناتج المحلي الإجمالي الاسمي للفرد دولار أمريكي          | 3.49 ألف                   |                                                            |
| الناتج المحلي الإجمالي للفرد دولار أمريكي                 | 8.07 ألف                   |                                                            |
| مؤشر التنمية البشرية                                      | 0.743                      | 0.858                                                      |
| رمز المكالمات الدولي                                      | +374                       | +376                                                       |
| رمز الإنترنت                                              | .am، .հայ ‏                 | .ad                                                        |
| المنطقة الزمنية                                           | ت ع م+04:00، توقيت أرمينيا | ت ع م+01:00، توقيت وسط أوروبا، ت ع م+02:00، أوروبا/أندورا ‏ |

## منظمات دولية مشتركة
يشترك البلدان في عضوية مجموعة من المنظمات الدولية، منها:
| علم المنظمة | اسم المنظمة                    | تاريخ انضمام أرمينيا | تاريخ انضمام أندورا |
| ----------- | ------------------------------ | -------------------- | ------------------- |
|             | الاتحاد الدولي للاتصالات       | 30 يونيو 1992        | 12 نوفمبر 1993      |
|             | منظمة حظر الأسلحة الكيميائية   | ?                    | ?                   |
|             | يونسكو                         | 9 يونيو 1992         | 20 أكتوبر 1993      |
|             | مجلس أوروبا                    | 25 يناير 2001        | ?                   |
|             | الأمم المتحدة                  | 2 مارس 1992          | 28 يوليو 1993       |
|             | منظمة الشرطة الجنائية الدولية  | ?                    | ?                   |
|             | منظمة الأمن والتعاون في أوروبا | 30 يناير 1992        | 25 أبريل 1996       |

## وصلات خارجية
- موقع وزارة الخارجية الأرمينية
- موقع وزارة الخارجية الأندورية